# Hawkeye: Blindspot
Hawkeye: Blindspot — ограниченная серия комиксов, которую в 2011 году издавала компания Marvel Comics. Продолжает сюжетные линии из Hawkeye & Mockingbird и Widowmaker. Клинт Бартон сталкивается со своими прошлыми грехами, чтобы создать новое будущее.

### Выпуски
| № | Дата выхода     | Оценка на Comic Book Roundup   | Предполагаемый объём продаж (первый месяц) |
| - | --------------- | ------------------------------ | ------------------------------------------ |
| 1 | 16 февраля 2011 | 7,9 из 10 на основе 4 рецензий | 14 235, позиция в Северной Америке — 127   |
| 2 | 9 марта 2011    | 6,2 из 10 на основе 3 рецензий | 12 467, позиция в Северной Америке — 165   |
| 3 | 13 апреля 2011  | 6 из 10 на основе 2 рецензий   | 11 702, позиция в Северной Америке — 139   |
| 4 | 18 мая 2011     | 6 из 10 на основе 1 рецензии   | 11 126, позиция в Северной Америке — 138   |

### Сборники
| Название          | Тип            | Дата выхода  | Собранный материал     | ISBN                      | Предполагаемый объём продаж (первый месяц) |
| ----------------- | -------------- | ------------ | ---------------------- | ------------------------- | ------------------------------------------ |
| Hawkeye Blindspot | Мягкая обложка | 27 июля 2011 | Hawkeye Blindspot #1-4 | 9780785156017, 0785156011 | 1 629, позиция в Северной Америке — 48     |

## Отзывы
На сайте Comic Book Roundup серия имеет оценку 6,5 из 10 на основе 10 рецензий. Джесс Шедин из IGN дал первому выпуску 6,5 балла из 10 и посчитал, что «начало Hawkeye: Blindspot не совсем удовлетворительное». Дуг Завиша из Comic Book Resources, обозревая дебют, похвалил Пако Диаса. Рэй Тейт из Comics Bulletin в рецензии на первый выпуск отмечал, что «Макканн делает эту историю уникальной историей Соколиного глаза, но при этом основывает её на вселенной Marvel».